# کینزی (مونتانا)
کینزی (به انگلیسی: Kinsey) یک منطقهٔ مسکونی در ایالات متحده آمریکا است که در مونتانا واقع شده‌است. کینزی ۷۰۵٫۰۱ متر بالاتر از سطح دریا واقع شده‌است.